# 1. divisjon i fotboll 1970
 1. divisjon i fotboll 1970 var Norges högsta division i fotboll säsongen 1970 och löpte från 27 april till 18 oktober 1970. Serien spelades i 18 omgångar. De två lägst placerade lagen åkte ur. Vinst gav två poäng, oavgjort en.

## Slutställning
|    |                 | S  | V  | O | F  | +  | -   | P  |
| -- | --------------- | -- | -- | - | -- | -- | --- | -- |
| 1  | Strømsgodset    | 18 | 11 | 3 | 4  | 36 | -21 | 25 |
| 2  | Rosenborg       | 18 | 10 | 4 | 4  | 15 | – 5 | 24 |
| 3  | Hamarkameratene | 18 | 10 | 3 | 5  | 31 | -15 | 23 |
| 4  | Brann           | 18 | 9  | 5 | 4  | 18 | -11 | 23 |
| 5  | Sarpsborg       | 18 | 9  | 3 | 6  | 21 | -21 | 21 |
| 6  | Viking          | 18 | 8  | 3 | 7  | 27 | -20 | 19 |
| 7  | Fredrikstad     | 18 | 5  | 6 | 7  | 16 | -21 | 16 |
| 8  | Hødd            | 18 | 4  | 3 | 11 | 20 | -27 | 11 |
| 9  | Skeid           | 18 | 4  | 3 | 11 | 16 | -23 | 11 |
| 10 | Pors            | 18 | 3  | 1 | 14 | 10 | -46 | 7  |

S: Spelade matcher, V: Vinster, O: Oavgjort, F: Förluster, +: Gjorda mål, -: Insläppta mål